# Мјанмар на Светском првенству у атлетици на отвореном 2011.
Мјанмар је учествовао на Светском првенству у атлетици на отвореном 2011. одржаном у Тегуу од 27. августа до 4. септембра. Репрезентацију Мјанмара према пријави трбало је представљати двоје атлетичара. Међутим у стартним листама трке на 400 м није било Yin Yin Khine. тако да је Мјанмар представљао само један такмичар који се такмичио у трци на 800 метара
На овом првенству Мјанмар није освојио ниједну медаљу. Није било нових националних, личних и рекорда сезоне.

## Резултати

### Мушкарци
| Атлетичар   | Дисциплина | Лични рекорд | Група    | Група     | Полуфинале           | Полуфинале           | Финале               | Финале       | Детаљи |
| Атлетичар   | Дисциплина | Лични рекорд | Резултат | Место     | Резултат             | Место                | Резултат             | Место        | Детаљи |
| ----------- | ---------- | ------------ | -------- | --------- | -------------------- | -------------------- | -------------------- | ------------ | ------ |
| Зав Вин Тет | 800 м      | 1:54,10      | 1:58,36  | 7 у гр. 1 | Није се квалификовао | Није се квалификовао | Није се квалификовао | 41 / 43 (44) |        |